# Studebaker Silver Hawk
Studebaker Silver Hawk, następnie Hawk – samochód o charakterze sportowym amerykańskiej marki Studebaker produkowany w latach 1956–1961 przez Studebaker-Packard Corporation, z pięciomiejscowym nadwoziem coupé. Silver Hawk wprowadzony został na rynek jako 1957 rok modelowy, a w 1960 roku nazwę skrócono do Hawk. 

## Historia
Studebaker Silver Hawk (srebrny jastrząb), wprowadzony na rynek w 1957 roku modelowym, był następcą trzech z czterech modeli samochodów o sportowym charakterze rodziny „jastrzębi” (Hawk) firmy Studebaker: Flight Hawk, Power Hawk i Sky Hawk. Samochody o tych nazwach były produkowane tylko przez jeden rok, lecz wywodziły się z linii samochodów Studebakera wprowadzonej w 1953 roku, o nowoczesnych, opływowych, niskich nadwoziach; innych od dominujących wówczas na rynku amerykańskim i porównywanych do samochodów europejskich. Autorem ich stylistyki był Robert Bourke ze studia Raymonda Loewy′ego.

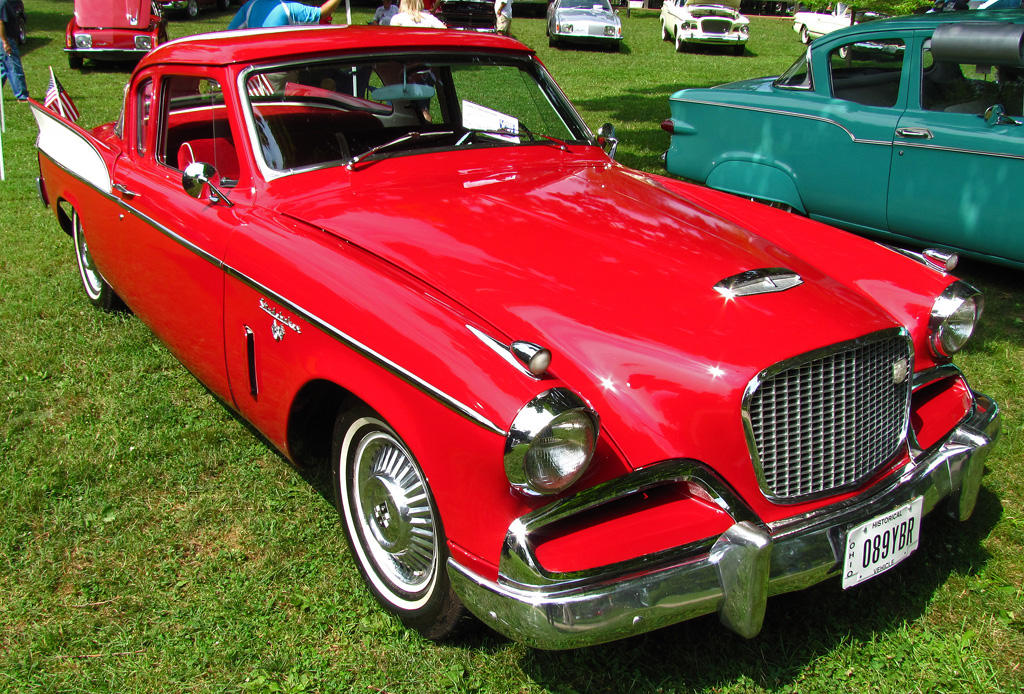
1957 Studebaker Silver Hawk.jpg

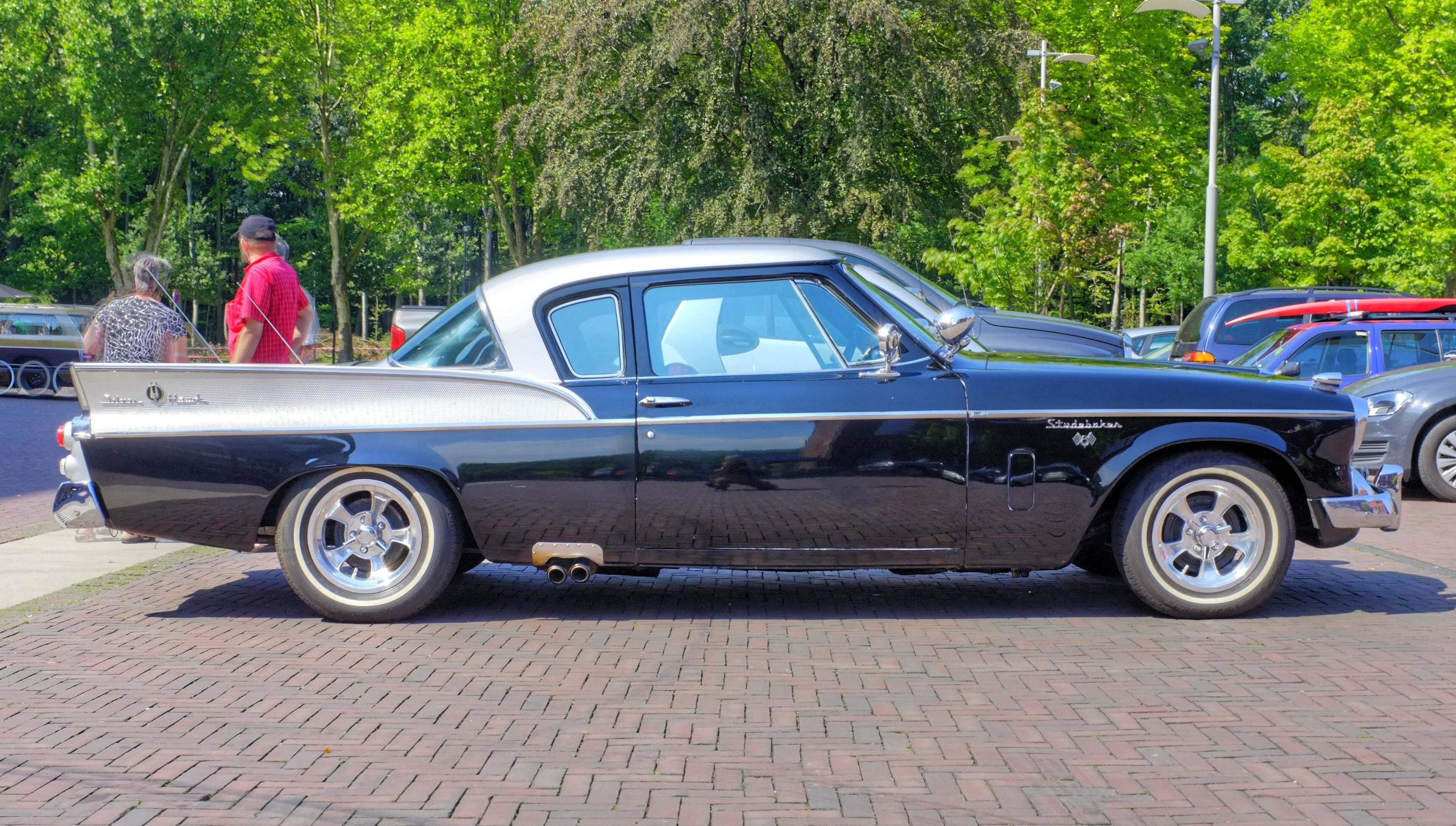
1957 Studebaker Silver Hawk (koła i rury wydechowe nieoryginalne)

### Model 1957
Silver Hawk dostępny był z dwoma silnikami (sześciocylindrowym lub V8), w jedynej wersji nadwozia dwudrzwiowego pięciomiejscowego coupé ze słupkami środkowymi i zastąpił trzy tańsze modele rodziny Hawk: coupé Flight Hawk z silnikiem sześciocylindrowym, coupé Power Hawk z silnikiem V8 i hardtop coupé Sky Hawk z silnikiem V8. Drugim produkowanym nadal modelem tej rodziny był hardtop coupé Studebaker Golden Hawk, z mocniejszym silnikiem. Stylistyka samochodu pozostała taka, jak w modelach ubiegłorocznych, z podniesioną centralną częścią maski z atrapą chłodnicy o kształcie zbliżonym do trapezowego, rozszerzającego się u góry, pokrytą chromowaną kratką. Po bokach atrapy nad zderzakiem były dwa dodatkowe podłużne chromowane wloty powietrza, nawiązujące do pierwotnej stylistyki z 1953 roku. Między centralną podniesioną częścią a wystającymi pojedynczymi reflektorami na przedłużeniu błotników, maska nadal łagodnie opadała, dochodząc do wlotów powietrza. W stosunku do nadwozia coupé z poprzedniego roku, Silver Hawk otrzymał jedynie płetwy na tylnych błotnikach, nieco inne niż w modelu Golden Hawk. Rozstaw osi wynosił nadal 120,5 cala (ok. 306 cm).
Silver Hawk był wyposażony standardowo w dolnozaworowy silnik rzędowy sześciocylindrowy (Six)  Sweepstakes o pojemności 185 cali sześciennych (3 l), rozwijający moc 101 KM (taki jak w modelu Flight Hawk). Opcjonalnie stosowany był silnik V8 OHV Sweepstakes o pojemności 289 cali sześciennych (4,7 l) z dwugardzielowym gaźnikiem, rozwijający moc 210 KM, a za dopłatą z czterogardzielowym gaźnikiem, rozwijający moc 225 KM (taki jak w modelu Sky Hawk, lecz o zwiększonej mocy). Stopień sprężania silnika R6 wynosił 7,8:1, a V8 – 8,3:1. Standardowo była stosowana trzybiegowa skrzynia mechaniczna, za dopłatą był dostępny nadbieg (overdrive) lub skrzynia automatyczna Flight-O-Matic. Wyposażenie fabryczne było tylko podstawowe, a za dopłatą było m.in. radio, zegar elektryczny, wspomaganie kierownicy i hamulców, elektrycznie sterowane szyby i fotele oraz klimatyzacja (395 dolarów). Rozmiar opon wynosił 6,40×15.
Wyprodukowano od listopada 1956 roku 15 318 samochodów Silver Hawk, w tym 11 035 z silnikiem V8 (kod 57B-C3) i 4283 z silnikiem Six (kod 57G-C3). Cena modelu podstawowego bez wyposażenia dodatkowego wynosiła 2142 dolary, a dopłata za silnik V8 o mocy 210 KM wynosiła od 121 dolarów w przypadku skrzyni manualnej do 310 dolarów za skrzynię automatyczną. Produkowano je w zakładach w South Bend.

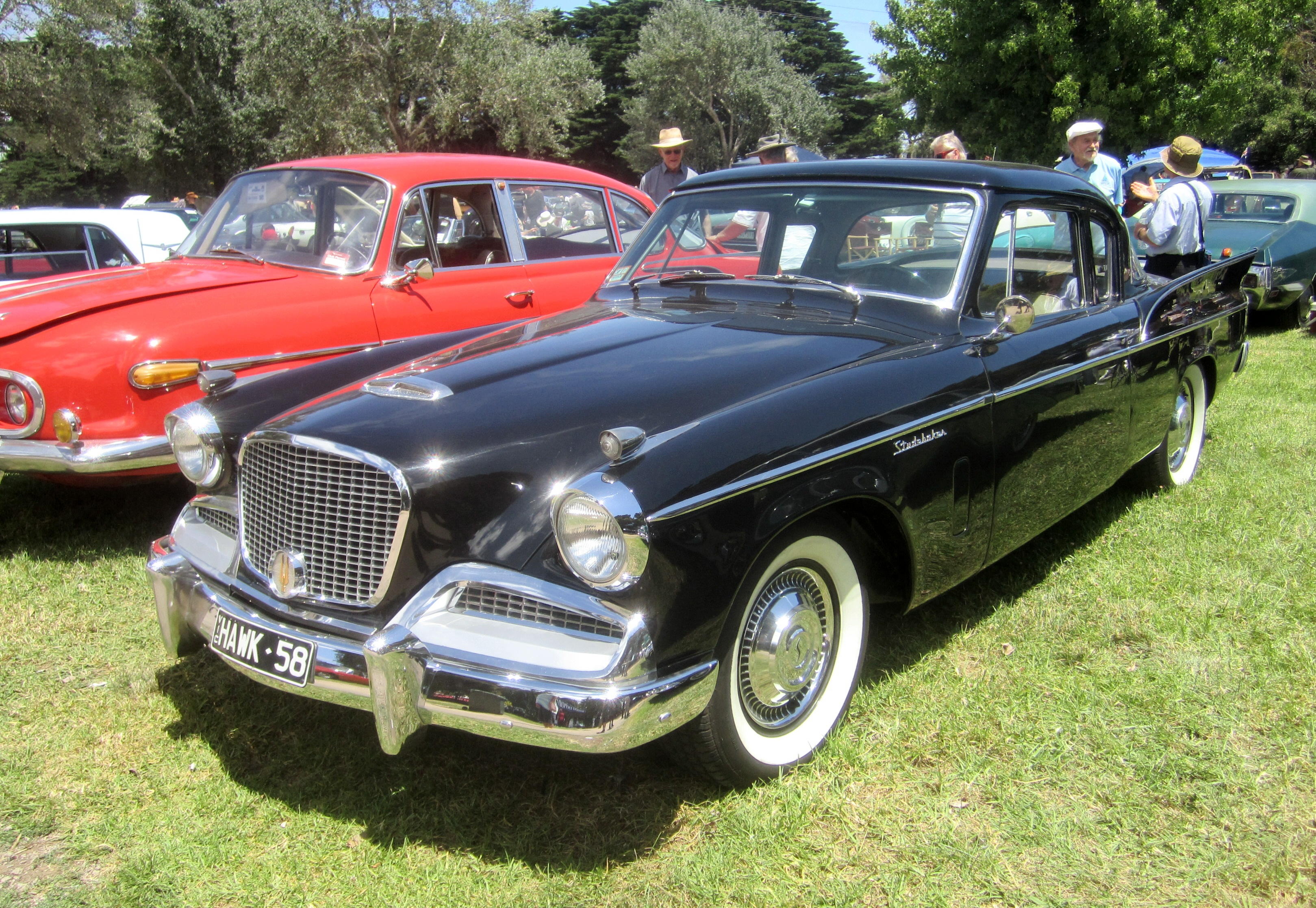
1958 Studebaker Silver Hawk

### Model 1958
Na 1958 rok modelowy zmiany stylistki były minimalne, ograniczające się do wprowadzenia kratek w bocznych wlotach powietrza, o wzorze podobnym do głównej centralnej atrapy chłodnicy. Od Golden Hawka wizualnie ten model, jak i ubiegłoroczny, odróżniały mniej ozdobne tylne płetwy, z prostą dolną krawędzią lakierowania stanowiącą przedłużenie listwy bocznej. Napęd pozostał taki sam. 
Samochody tego modelu produkowano od października 1957 roku. Cena bazowa wynosiła 2219 dolarów za model podstawowy. Sprzedano ich tylko 7350, w tym 4485 z silnikiem V8 (kod 58B-C3) i 2865 z silnikiem Six (kod 58G-C3).

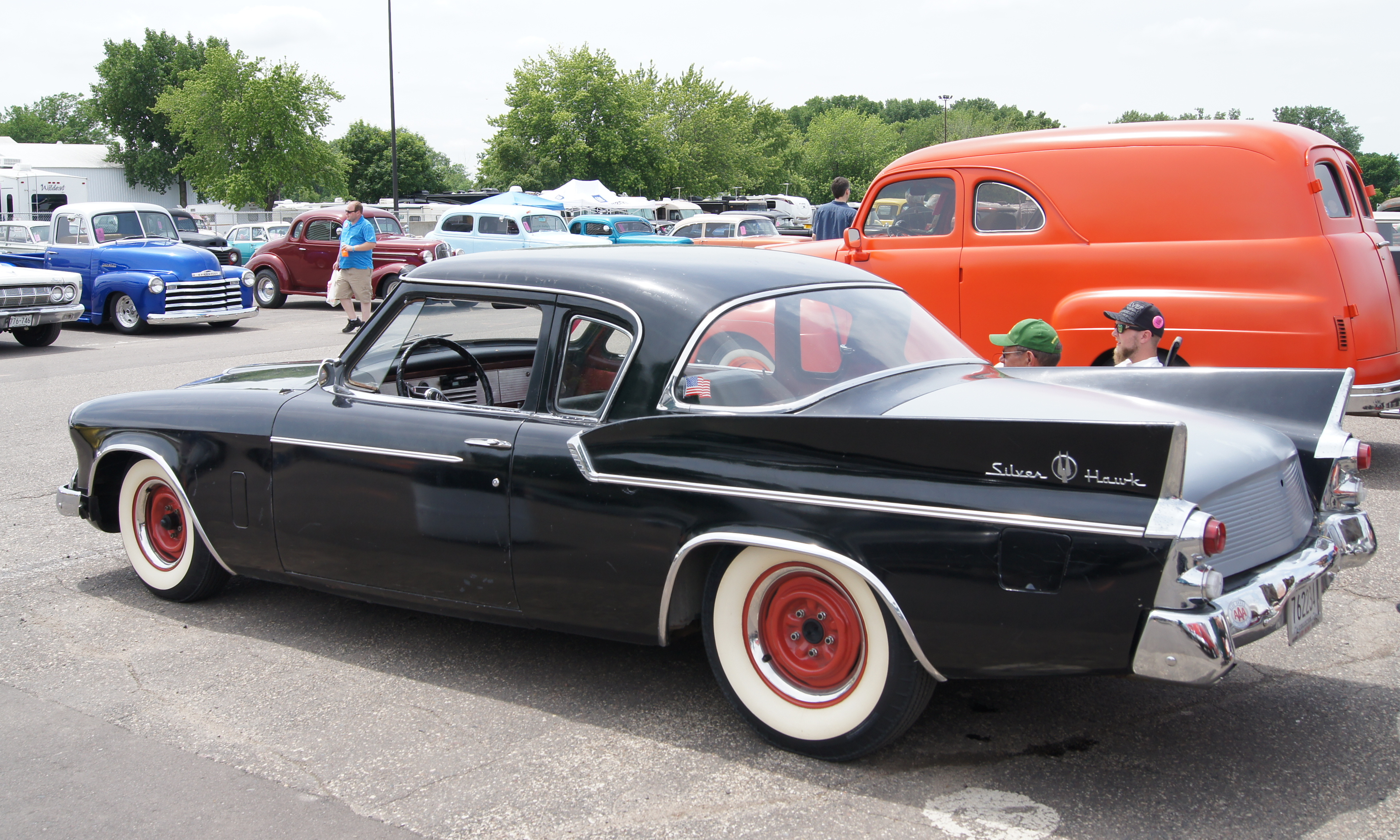
1959 Studebaker Silver Hawk

### Model 1959
Na 1959 rok modelowy zmiany zewnętrzne były również nieznaczne, dotyczące głównie bocznych wlotów powietrza, do których przeniesiono kierunkowskazy, stojące poprzednio na górze błotników. Zmieniono też listwy na płetwach tylnych. W związku z wycofaniem modelu Golden Hawk, Silver Hawk pozostał w tym roku jedynym modelem sportowym w ofercie marki. Wprowadzono jednakże nowe mniejsze silniki, zunifikowane z nowym kompaktowym sedanem Studebaker Lark. Standardowy był  dolnozaworowy silnik rzędowy sześciocylindrowy (Six) o pojemności 169,6 cali sześciennych (2,8 l), rozwijający moc 90 KM. Opcjonalnie stosowany był silnik V8 OHV o pojemności 259 cali sześciennych (4,2 l) z dwugardzielowym gaźnikiem, rozwijający moc 180 KM, a za dopłatą z czterogardzielowym gaźnikiem, rozwijający moc 195 KM. Nadal standardowo była stosowana trzybiegowa skrzynia mechaniczna, za dopłatą był dostępny nadbieg (overdrive) lub skrzynia automatyczna Flight-O-Matic.
Samochody modelu 1959 produkowano od października 1958 roku. Cena bazowa wynosiła 2360 dolarów za model podstawowy, a za silnik 195-konny trzeba było dopłacić od 180 dolarów ze skrzynią mechaniczną do 394 dolarów za automatyczną. Sprzedano ich na rynek amerykański 7788, w tym 5371 z silnikiem V8 (kod 59V-C6) i 2417 z silnikiem Six (kod 59S-C6).

### Model 1960 i 1961 (Hawk)
Od 1960 roku modelowego, debiutującego w październiku 1959 roku, nazwa została skrócona do Hawk, bez większych zmian w stylistyce modelu. Z drobnych zmian, odróżniała je nazwa „Hawk” na płetwach tylnych. Studebaker jednak podjął próbę wyższego pozycjonowania modelu i zrezygnował z dzielenia silników z kompaktowym modelem Lark, wprowadzając ponownie silnik V8 o pojemności 289 in³ (4,7 l). Standardowy silnik z dwugardzielowym gaźnikiem rozwijał moc 210 KM, a z czterogardzielowym gaźnikiem 255 KM. Nadal dostępny był za dopłatą nadbieg lub automatyczna skrzynia biegów. Kod fabryczny modelu stanowił C6. Cena bazowa w porównaniu do ubiegłorocznych modeli V8 nieco wzrosła do 2650 dolarów, a produkcja roczna spadła do 4280 sztuk.
W 1961 roku modelowym ponownie nie wprowadzono większych zmian, z tym że opcjonalnie pojawiła się czterobiegowa skrzynia mechaniczna. Zmieniła się forma listew na tylnych płetwach, a napis Hawk umieszczono w ich przedniej części. Rozmiar opon wynosił obecnie 6,70×15. Cena pozostała taka sama, a wyprodukowano ich 3663.
W 1962 roku samochód przestylizowano, zmieniając nazwę na Studebaker Gran Turismo Hawk.